# Đèo San
Đèo San là đèo trên Đường tỉnh 326 ở vùng giáp ranh phường Vàng Danh thành phố Uông Bí với xã Bằng Cả, thành phố Hạ Long, tỉnh Quảng Ninh, Việt Nam .
Đoạn Đường tỉnh 326 ở vùng này nối từ quốc lộ 279 ở ngã ba Quảng La 21°05′32″B 106°52′27″Đ / 21,092321°B 106,874236°Đ xã Quảng La, đi hướng tây qua xã Bằng Cả, phường Vàng Danh 21°05′45″B 106°47′44″Đ / 21,095746°B 106,795575°Đ đến thành phố Đông Triều 21°04′54″B 106°30′54″Đ / 21,081588°B 106,515061°Đ.
Đỉnh đèo San ở gần giữa ngã ba Quảng La và Vàng Danh, cách cỡ 5 km. Đèo đặt tên theo thôn Đồng San. Đoạn đường đèo phía xã Bằng Cả đang được mở lại theo tuyến mới, vòng xuống phía nam suối Đồng San.